# Brigitte Mohn
Brigitte Mohn (nata Scholz) (Stoccarda, 28 giugno 1964) è un'imprenditrice tedesca, membro della famiglia Mohn, è azionista del Gruppo Bertelsmann e membro del consiglio di sorveglianza del gruppo.  Mohn è anche presidente del consiglio di amministrazione della German Stroke Foundation e membro del consiglio della Bertelsmann Foundation per le aree della salute, della comunità e della società civile.

## Biografia
Mohn è una dei sei figli di Reinhard Mohn, l'imprenditore dei media e presidente di lunga data di Bertelsmann, morto nel 2009. Sua madre Liz Mohn è, tra l'altro, presidente dell'assemblea degli azionisti della Bertelsmann Verwaltungsgesellschaft e vicepresidente del consiglio della Fondazione Bertelsmann. 
Dopo essersi diplomata al liceo nel 1984, Mohn inizialmente voleva diventare medico, ma ha deciso di studiare scienze politiche, storia dell'arte e studi tedeschi presso l'Università Otto Friedrich di Bamberg, la Westfälische Wilhelms University di Münster e l'Università di Augsburg. Nel 1993 ha conseguito il dottorato presso l'Università privata di Witten/Herdecke. Nel 2001, Mohn ha conseguito un MBA presso la WHU - Otto Beisheim School of Management di Vallendar vicino a Coblenza e la Kellogg School of Management negli Stati Uniti.